# Silvano Pietra
Silvano Pietra er en by i provinsen Pavia, som er beliggende i den italienske region Lombardiet, omkring 50 km sydvest for Milano og omkring 25 km sydvest for Pavia. Den 31. december 2004 talte befolkningen 723 indbyggere, og byen havde et areal på 13.8 km2.
Silvano Pietra grænser op til følgende kommuner: Bastida de' Dossi, Casei Gerola, Corana, Mezzana Bigli, Sannazarro de' Burgondi og Voghera.
Byen har været i kronens besiddelse siden Lambert (896), som gav byen til sin mor, Ageltrude. Byen blev i 999 testamenteret af Adelaide af Italien til Monastero di San Salvatore (Pavia), men blev højst sandsynligt stadigt betragtet som tilhørende kronen indtil så sent som det 12. århundrede, hvor det højst sandsynligt var en af de "store rekvisitter" i Corana, som nævnt i Tafelgüterverzeichnis.

## Demografisk udvikling
Data: ISTAT